# Jesse Rath
Jesse Rath (Montreal, 11 februari 1989) is een Canadees acteur. Hij verscheen in de televisieserie 18 to Life als Carter Boyd en als Ram on Aaron Stone. Hij verscheen ook in de Syfy serie, Defiance waarin hij de rol Alak Tarr vertaalde. In 2018 verscheen hij als Brainiac 5 in de televisieserie Supergirl.